# Litobrochia gigantea
Litobrochia gigantea là một loài thực vật có mạch trong họ Pteridaceae. Loài này được (Willd.) C. Presl mô tả khoa học đầu tiên năm 1836.